# Pleasant Grove (Alabama)
Pleasant Grove é uma cidade localizada no estado americano do Alabama, no Condado de Jefferson.

## Demografia
Segundo o censo americano de 2000, a sua população era de 9983 habitantes.
Em 2006, foi estimada uma população de 10.283, um aumento de 300 (3.0%).

## Geografia
De acordo com o United States Census Bureau tem uma área de 22,9 km², sem área coberta por água.

## Localidades na vizinhança
O diagrama seguinte representa as localidades num raio de 8 km ao redor de Pleasant Grove.